# Долњак
Долњак (долински ветар, даник, анабатички ветар) је врста ветра који у току дана дува из долина, где је поље високог ваздушног притиска, ка пољу ниског притиска, које се налази на планинским врховима.